# Le Temps
Le Temps és un dels principals diaris de Suïssa en llengua francesa i editat a la ciutat de Lausana. És l'únic diari generalista en francès a Suïssa. Fundat el 18 de març del 1998, és el resultat de la fusió del Journal de Genève, de la Gazette de Lausanne i del Nouveau Quotidien. Le Temps té redaccions a Lausana, Ginebra, Berna i Zúric. Edita un periòdic diari, suplements setmanals, sèries temàtiques, un web internet i aplicacions mòbils. S'enquadra en una línia de pensament liberal i és una referència en temes polítics, culturals i econòmics.